# Çarpışma
Çarpışma è un serial televisivo drammatico turco composto da 24 puntate, trasmesso su Show TV dal 22 novembre 2018 al 30 maggio 2019. È diretto da Uluç Bayraktar, Ahmet Katıksız e Ufuk Hakan Eren, scritto da Ali Aydın, prodotto da Ay Yapım ed ha come protagonisti Kıvanç Tatlıtuğ, Elçin Sangu, Onur Saylak, Melissa Aslı Pamuk e Alperen Duymaz.

## Trama
Le vite di quattro persone si incrociano dopo un incidente e da quel momento in poi il destino non le separerà mai più: Kadir, un poliziotto che tenta il suicidio; Zeynep, una donna che vuole riavere sua figlia; Cemre, l'erede di un potente studio legale; e Kerem, un giovane che è appena uscito di prigione e si è messo nei guai.

## Episodi
| Stagione       | Episodi | Prima TV Italia | Prima TV Turchia |
| -------------- | ------- | --------------- | ---------------- |
| Prima stagione | 24      | inedita         | 2018-2019        |

### Prima stagione (2018-2019)
| n° | Titolo originale | Prima TV Turchia |
| -- | ---------------- | ---------------- |
| 1  | 1. Bölüm         | 22 novembre 2018 |
| 2  | 2. Bölüm         | 29 novembre 2018 |
| 3  | 3. Bölüm         | 6 dicembre 2018  |
| 4  | 4. Bölüm         | 13 dicembre 2018 |
| 5  | 5. Bölüm         | 20 dicembre 2018 |
| 6  | 6. Bölüm         | 27 dicembre 2018 |
| 7  | 7. Bölüm         | 24 gennaio 2019  |
| 8  | 8. Bölüm         | 31 gennaio 2019  |
| 9  | 9. Bölüm         | 7 febbraio 2019  |
| 10 | 10. Bölüm        | 14 febbraio 2019 |
| 11 | 11. Bölüm        | 21 febbraio 2019 |
| 12 | 12. Bölüm        | 28 febbraio 2019 |
| 13 | 13. Bölüm        | 7 marzo 2019     |
| 14 | 14. Bölüm        | 21 marzo 2019    |
| 15 | 15. Bölüm        | 28 marzo 2019    |
| 16 | 16. Bölüm        | 4 aprile 2019    |
| 17 | 17. Bölüm        | 11 aprile 2019   |
| 18 | 18. Bölüm        | 18 aprile 2019   |
| 19 | 19. Bölüm        | 25 aprile 2019   |
| 20 | 20. Bölüm        | 2 maggio 2019    |
| 21 | 21. Bölüm        | 9 maggio 2019    |
| 22 | 22. Bölüm        | 16 maggio 2019   |
| 23 | 23. Bölüm        | 23 maggio 2019   |
| 24 | 24. Bölüm        | 30 maggio 2019   |

## Personaggi e interpreti
- Kadir Adalı, interpretato da Kıvanç Tatlıtuğ.
- Zeynep Tunç, interpretata da Elçin Sangu.
- Veli Cevher, interpretato da Onur Saylak.
- Cemre Gür, interpretata da Melissa Aslı Pamuk.
- Kerem Korkmaz, interpretato da Alperen Duymaz.
- Haydar, interpretato da Erkan Can.
- Selim Gür, interpretato da Mustafa Uğurlu.
- Belma Gür, interpretato da Rojda Demirer.
- Meral, interpretata da Merve Çağıran.
- Demir, interpretato da Hakan Kurtaş.
- Galip Tunç, interpretato da İsmail Demirci.
- Serpil Korkmaz, interpretato da Gonca Cilasun.
- Ömer Korkmaz, interpretato da Yıldırım Şimşek.
- Adem, interpretato da Furkan Kalabalık.
- Aylin Tunç, interpretsto da Gökçen Çiftçi.
- Yakup, interpretato da Efecan Şenolsun.
- Meltem, interpretata da Buçe Buse Kahraman.
- Aslı Adalı, interpretata da Sevtap Özaltun.
- Deniz Adalı, interpretata da Merve Nil Güder.
- Zeynep da giovane, interpretata da Ayşe İrem İpek.
- Kadir da giovane, interpretato da Kivanç Gedük.
- Arif / Zarif / Cansiz, interpretato da Ali Surmeli.
- Ivan, interpretato da Ivo Arakov.

## Produzione
La serie è diretta da Uluç Bayraktar, Ahmet Katıksız e Ufuk Hakan Eren, scritta da Ali Aydın e prodotta da Ay Yapım.

### Riprese
Le riprese della serie sono state effettuate interamente a Istanbul e nei dintorni, in particolare nei distretti di Sarıyer, Beşiktaş e Eyüpsultan e nel comune di Şişli.

## Trasmissioni internazionali
| Paese               | Rete televisiva | Titolo locale      | Prima TV locale   |
| ------------------- | --------------- | ------------------ | ----------------- |
| Cile                | Mega TV         | Colisión           | gennaio 2019      |
| Uzbekistan          | Yoshlar         | To'qnashuv         | 23 febbraio 2019  |
| Somalia             | MCTV            | Iskudhac Shil      | 28 marzo 2019     |
| Ungheria            | RTL Klub        | Megtörve           | 10 giugno 2019    |
| Angola              | Zap Novelas     | Çarpışma           | 28 giugno 2019    |
| Algeria             | الفجر           | اصطدام             | 17 agosto 2019    |
| Albania             | TV Klan         | Ironia e Fatit     | 8 settembre 2019  |
| Arabia Saudita      | MBC Action      | اصطدام             | 22 settembre 2019 |
| Israele             | Viva Plus       | התרסקות            | 11 novembre 2019  |
| Giordania           | Alordon Alyoom  | الاصطدام           | 19 novembre 2019  |
| Georgia             | Imedi TV        | პირისპირ ქართულად  | 4 febbraio 2020   |
| Iran                | MBC Persia      | تصادف              | 6 giugno 2020     |
| Bulgaria            | bTV             | Ирония на съдбата  | 29 giugno 2020    |
| Emirati Arabi Uniti | Zee Aflam       | اصطدام             | 8 novembre 2020   |
| Libano              | الجديد          | حادث غرام          | 18 dicembre 2020  |
| Romania             | Kanal D         | La răscruce        | 21 gennaio 2021   |
| Arabia Saudita      | Fox Arabia      | Crash (اصطدام)     | 15 agosto 2021    |
| Arabia Saudita      | Fox Crime       | Crash (اصطدام)     | 15 agosto 2021    |
| Arabia Saudita      | FX              | Crash (اصطدام)     | 15 agosto 2021    |
| Kirghizistan        | ЭлТР            | Кагылышуу          | 1º settembre 2021 |
| Sudafrica           | E extra         | Impak              | 9 gennaio 2022    |
| Ecuador (bandiera)  | Teleamazonas    | Crash              | 22 febbraio 2022  |
| Malaysia (bandiera) | TV2             | Crash aka Carpisma | 3 maggio 2022     |
| Arabia Saudita      | MBC4            | اصطدام             | 8 maggio 2022     |
| Arabia Saudita      | MBC Action      | اصطدام             | 8 maggio 2022     |
| Argentina           | Telefe          | Caminos Cruzados   |                   |
| Egitto              | Mix One         | اصطدام             | 7 maggio 2023     |

## Riconoscimenti
Ayakli Gazete TV Stars Awards
- 2020: Premio come Miglior attrice non protagonista a Merve Çağıran

Pantene Golden Butterfly Awards
- 2019: Candidatura come Miglior coppia televisiva a Kıvanç Tatlıtuğ ed Elçin Sangu

Seoul International Drama Award
- 2019: Premio come Miglior serie drammatica per Çarpışma[14]
- 2019: Premio come Miglior serie drammatica a Kerem Çatay, Pelin Distas Yasaroglu, Ay Yapım e Show TV[14]
- 2019: Candidatura come Miglior attore a Kıvanç Tatlıtuğ[14][15]
- 2019: Candidatura come Miglior serie drammatica a Kerem Çatay, Pelin Distas Yasaroglu e Ay Yapım[14]
- 2019: Candidatura come Miglior regista ad Uluç Bayraktar[14]
- 2019: Candidatura come Miglior sceneggiatore ad Ali Aydın[14]

Turkey Youth Awards
- 2019: Candidatura come Miglior attore televisivo a Kıvanç Tatlıtuğ
- 2019: Candidatura come Miglior attrice televisiva ad Elçin Sangu
- 2019: Candidatura come Miglior attrice televisiva non protagonista a Melissa Aslı Pamuk